# Glocal Forum
Il Glocal Forum è un'organizzazione internazionale operante nel campo della cooperazione tra città, che si propone la costruzione della pace e dello sviluppo nel settore non governativo. 

## Storia
Fu fondato nel 2001 con la finalità di dare risalto alle autorità locali nel sistema di governance mondiale di aiutare gli abitanti del mondo a bilanciare opportunità globali e realtà locali per costruire un mondo più equo e pacifico. Opera in circa 120 città nei cinque continenti. 
L'ufficio legale dell'organizzazione è a Zurigo, il quartier generale è a Roma. La filiale statunitense ha sede a Los Angeles.
Il think tank sulla Glocalizzazione fu creato nel 2002 dal Glocal Forum e dalla Banca Mondiale per guidare la ricerca sul concetto di glocalizzazione e per rafforzarne il ruolo nelle politiche di sviluppo. È costituito da esponenti selezionati nel mondo accademico, delle istituzioni, dei settori pubblico e privato.
Le Conferenze Glocali Annuali riuniscono sindaci, esponenti di istituzioni internazionali e di compagnie multinazionali per discutere di tematiche di interesse globale e per dare vita a partnership.

## Mission
Il Glocal Forum si è dato sette obiettivi strategici da perseguire:
1. enfatizzare il ruolo centrale delle città nelle relazioni internazionali
2. dare potere alle comunità locali, collegandole tra loro e a risorse globali
3. fornire opportunità alle comunità locali di raggiungere obiettivi di sviluppo sociale e crescita democratica
4. sostenere iniziative di pace e di sviluppo che coinvolgano comunità locali, cittadini, imprese ed istituzioni internazionali
5. fornire opportunità ai giovani di accrescere proprio ruolo nelle comunità ed istituzioni locali e globali
6. realizzare un network mondiale tra rappresentanti locali di giovani per disegnare politiche sostenibili
7. promuovere la responsabilità sociale delle imprese e dare vita a partnership tra istituzioni pubbliche e private.